# Agalmyla angustifolia
Agalmyla angustifolia är en tvåhjärtbladig växtart som beskrevs av Friedrich Anton Wilhelm Miquel. Agalmyla angustifolia ingår i släktet Agalmyla och familjen Gesneriaceae. Inga underarter finns listade i Catalogue of Life.